# Carsten Embach
Carsten Embach (Stralsund, 12 ottobre 1968) è un ex bobbista tedesco.

## Biografia
Ai XVII Giochi olimpici invernali (edizione disputatasi nel 1994 a Lillehammer, Norvegia) vinse la medaglia di bronzo nel Bob a quattro con i connazionali Wolfgang Hoppe, René Hannemann e Ulf Hielscher, partecipando per la nazionale tedesca.
Il tempo totalizzato fu di 3:28,01, con differenza minima rispetto alla nazionale svizzera e all'altra nazionale tedesca (medaglia d'oro), prima classificata, 3:27,84 e 3:27,78 i loro tempi.  Nei XIX Giochi olimpici invernali vinse la medaglia d'oro nel bob a quattro con André Lange, Enrico Kuehn e Kevin Kuske con un tempo di 3:07,51.
Inoltre ai campionati mondiali vinse numerose medaglie:
- nel 1995, oro nel bob a quattro con Wolfgang Hoppe, Ulf Hielscher e René Hannemann[3]
- nel 1996, bronzo nel bob a quattro con Wolfgang Hoppe, Thorsten Voss e Sven Peter;
- nel 1997, oro nel bob a quattro con Wolfgang Hoppe, Sven Rühr e René Hannemann;
- nel 2000, oro nel bob a quattro con André Lange, René Hoppe e Lars Behrendt;
- nel 2001, argento nel bob a quattro con André Lange, Lars Behrendt e René Hoppe;
- nel 2003, oro nel bob a quattro con André Lange, René Hoppe e Kevin Kuske.